# Lelapia
Lelapia is een geslacht van sponsdieren uit de klasse van de Calcarea (kalksponzen).

## Soorten
- Lelapia antiqua Dendy & Frederick, 1924
- Lelapia australis Gray, 1867